# ژانوییو
ژانوییو (به فرانسوی: Genouilleux) یک کمون در فرانسه است که در Canton of Thoissey واقع شده‌است.

## خصوصیات
ژانوییو ۴٫۰۸ کیلومترمربع مساحت و ۵۸۱ نفر جمعیت دارد.